# Cos'è
Cos'è è un singolo della cantautrice pop italiana L'Aura, pubblicato il 30 maggio 2008 dall'etichetta discografica Sony BMG.
È stato il secondo estratto dalla raccolta L'Aura.

## Il brano
Il brano, scritto dalla stessa cantautrice e prodotto da Enrique Gonzalez Müller, parla della delusione che si prova quando qualcuno di cui ci si fida si comporta male. È stato pubblicato esclusivamente in formato digitale ed è stato tratto come secondo singolo dal terzo album dell'artista, la prima raccolta L'Aura.
Per questo brano non è stato realizzato alcun video musicale. La promozione è avvenuta tramite rotazione radiofonica.

## Tracce
1. Cos'è – 4:28